# Euastrum gemmatum
Euastrum gemmatum là một loài Song tinh tảo trong họ Desmidiaceae, thuộc chi Euastrum.